# 霍克里克鎮區 (密蘇里州摩根縣)
霍克里克鎮區（英語：Haw Creek Township）是位於美國密蘇里州摩根縣的一個行政鎮區。

## 地方資料
霍克里克鎮區的面積為361.82平方千米，當中陸地面積為361.08平方千米，而水域面積為0.74平方千米。根據2020年美國人口普查的數據，當地共有人口4396人，而人口密度為每平方千米12.15人。